# Acqua e Sapone Calcio a 5 2016-2017
La voce raccoglie i dati riguardanti l'Acqua e Sapone Calcio a 5, squadra di calcio a 5 militante in serie A, nelle competizioni ufficiali del 2016-2017.

## Trasferimenti

### Sessione estiva
| Lucas Braga        | Arzignano     |
| Alan Brandi        | Benfica       |
| Mirco Casassa      | Asti          |
| Júlio De Oliveira  | Asti          |
| Jamur              | Keima         |
| Gabriel Lima       | ElPozo Murcia |
| Andrea Rocchigiani | Montesilvano  |
| Sergio Romano      | Asti          |
| José Ruiz          | ElPozo Murcia |
| Ricardo Zanella    | Asti          |
| Altre operazioni   |               |
| William Rocha      | Partenope     |

| Burrito              | Betis        |
| Paolo Cesaroni       | Real Rieti   |
| Mimi                 | Valdepeñas   |
| Germano Montefalcone | PesaroFano   |
| Paulinho             | Lazio        |
| Murilo Schiochet     | CAME Treviso |
| Coco Schmitt         | Civitella    |
| Sidney               | svincolato   |
| Altre operazioni     |              |
| Alex Maura           | svincolato   |

### Sessione invernale
| Lukaian Baptista  | Intelli        |
| Andrei Bordignon  | Luparense      |
| Rodrigo Canabarro | Carlos Barbosa |

| Lucas Braga       | Maritime        |
| Alan Brandi       | Luparense       |
| Jamur             | Pato            |
| Altre operazioni  |                 |
| Alessandro Aiello | Convitto Napoli |

## Rosa 2016-2017
| N° | Naz.                                     | Ruolo | Sportivo           | Anno     |  |  |
| -- | ---------------------------------------- | ----- | ------------------ | -------- |  |  |
| 1  | Italia (bandiera)                        | POR   | Stefano Mammarella | 02.02.84 |  |  |
| 3  | Brasile (bandiera) · Italia (bandiera)   | LAT   | Gabriel Lima       | 19.08.87 |  |  |
| 4  | Italia (bandiera)                        | LAT   | Sergio Romano      | 28.08.87 |  |  |
| 8  | Brasile (bandiera) · Italia (bandiera)   | DIF   | Murilo Ferreira    | 10.03.89 |  |  |
| 9  | Brasile (bandiera)                       | UNI   | Ricardo Zanella    | 20.05.89 |  |  |
| 10 | Brasile (bandiera)                       | PIV   | Lucas Braga        | 19.08.95 |  |  |
| 10 | Brasile (bandiera)                       | PIV   | Lukaian Baptista   | 07.04.83 |  |  |
| 11 | Brasile (bandiera) · Italia (bandiera)   | PIV   | Júlio De Oliveira  | 08.06.91 |  |  |
| 14 | Spagna (bandiera) · Argentina (bandiera) | PIV   | Alan Brandi        | 24.11.87 |  |  |
| 14 | Brasile (bandiera) · Italia (bandiera)   | DIF   | Andrei Bordignon   | 13.02.87 |  |  |
| 17 | Italia (bandiera)                        | POR   | Mirco Casassa      | 09.10.92 |  |  |
| 20 | Brasile (bandiera) · Italia (bandiera)   | LAT   | Jonas              | 24.05.84 |  |  |
| 21 | Spagna (bandiera)                        | LAT   | José Ruiz          | 06.06.83 |  |  |
| 22 | Brasile (bandiera)                       | LAT   | Jamur              | 19.08.90 |  |  |
| 28 | Brasile (bandiera)                       | UNI   | Rodrigo Canabarro  | 17.04.87 |  |  |
| −  | Brasile (bandiera)                       | UNI   | Luiz Paulo Caetano | 01.10.89 |  |  |

## Under 21
| N° | Naz.              | Ruolo | Sportivo           | Anno     |  |  |
| -- | ----------------- | ----- | ------------------ | -------- |  |  |
| 5  | Italia (bandiera) | UNI   | Lorenzo Canale     | 30.08.98 |  |  |
| 6  | Italia (bandiera) | DIF   | Alessandro Aiello  | 03.02.99 |  |  |
| 7  | Italia (bandiera) | LAT   | Andrea Rocchigiani | 08.05.96 |  |  |
| 12 | Italia (bandiera) | POR   | Francesco Mambella | 09.07.96 |  |  |